# Roberto Saviano
Roberto Saviano (ur. 22 września 1979 w Neapolu) – włoski pisarz i dziennikarz, autor książki Gomorra – podróż po imperium kamorry oraz Piękno i Piekło. W swoich utworach zajmuje się przede wszystkim organizacjami przestępczymi. Pracuje dla włoskich gazet: „L’Espresso”, „Il Manifesto” oraz „Corriere del Mezzogiorno”.
Roberto Saviano urodził się jako syn lekarza i nauczycielki. Razem z rodzicami mieszkał w małym miasteczku, Casal di Principe, oddalonym 50 km od Neapolu, uważanym za twierdzę kamorry rządzonej przez klan Casalesi. Wbrew woli swego ojca, który chciał, aby jego syn został lekarzem, Roberto skończył studia filozoficzne na Uniwersytecie w Neapolu.
W 2006 ukazała się książka tego, wówczas 27-letniego, dziennikarza pod tytułem Gomorra – podróż po imperium kamorry. Saviano już w tytule porównuje włoską mafię neapolitańską do biblijnej Sodomy i Gomory. Gomorra... to forma literacka mająca cechy powieści i reportażu dziennikarskiego, której autor dokładnie opisuje działanie włoskiej mafii kamorry oraz jej powiązania z legalną gospodarką i polityką. Poza tym Saviano w swej powieści podaje nazwiska bossów oraz innych członków mafii i określa szczegółowo zakres ich działania w systemie. Książka przyniosła autorowi wielką popularność. Przetłumaczono ją na ponad 40 języków. W listopadzie 2007 znalazła się na liście 100 najlepszych książek non fiction, ogłaszanej każdego roku przez „The New York Times”. W sumie liczbę sprzedanych egzemplarzy powieści szacuje się na około 5 mln 250 tys. egzemplarzy na całym świecie, w samych Włoszech 2 mln 250 tys. Na podstawie Gomorry... Matteo Garrone nakręcił film o tym samym tytule. Film zdobył wiele nagród w tym Grand Prix festiwalu w Cannes.
Mimo że książka przyniosła autorowi tak wielki sukces, nie uchroniło go to przed mafią. Po apelu Umberto Eco i sześciu noblistów (Orhan Pamuk, Dario Fo, Rita Levi-Montalcini, Desmond Tutu, Günter Grass i Michaił Gorbaczow) oraz wielu innych, których podpisy zbierał na swych stronach internetowych dziennik „La Repubblica”, rząd włoski przydzielił mu ochronę, a pisarz był zmuszony do opuszczenia Neapolu. Od tamtej pory musi co jakiś czas zmieniać miejsce zamieszkania. W wywiadzie dla hiszpańskiej gazety „La Nación”, Saviano zapytany, czy żałował kiedyś napisania swej książki, odpowiedział: „Tak, czasem tego żałuję. Publicznie powtarzam wszędzie, że gdybym mógł się cofnąć w przeszłość, zrobiłbym to samo, ale nie jest to cała prawda. Tak mówi Roberto-pisarz. Ale kiedy zostaję sam, wcale nie jestem tego taki pewny”.
W 2010 ukazała się kolejna książka Roberto Saviano pt. Piękno i piekło. Znajdują się w niej zapiski Saviano z lat 2004-2009, a więc w czasach, gdy zaczynała powstawać Gomorra, a także już po jej wydaniu. Za tę książkę w 2010 otrzymał Europejską Nagrodę Książkową.